# Grad Wartburg
Wartburg (nemška izgovarjava: [ˈvaʁtbʊʁk]) je grad, prvotno zgrajen v srednjem veku. Stoji nad 410 metrov visokim prepadom jugozahodno od mesta Eisenach v zvezni deželi Turingija v Nemčiji in gleda nanj. To je bil dom svete Elizabete Ogrske, kraj, kjer je Martin Luther prevedel Novo zavezo Svetega pisma v nemščino, kraj festivala Wartburg leta 1817 in domnevno prizorišče verjetno legendarne vojne pevcev (Sängerkrieg). To je bil pomemben navdih za Ludvika II., ko se je odločil zgraditi grad Neuschwanstein. Wartburg je za Weimarjem najbolj obiskana turistična atrakcija v Turingiji. Čeprav grad danes še vedno vsebuje znatne originalne stavbe iz 12. do 15. stoletja, večina notranjosti sega šele v 19. stoletje. Leta 1999 je bil grad Wartburg vpisan na Unescov seznam svetovne dediščine zaradi svoje najpomembnejše srednjeveške arhitekture ter zgodovinskega in verskega pomena.

## Etimologija
Ime gradu je verjetno izpeljano iz nemščine: Warte, stražni stolp, kljub izročilu, ki pravi, da je ustanovitelj gradu, ko je prvič videl mesto, vzkliknil: »Warte, Berg—du sollst mir eine Burg tragen!« (Počakaj, gora – ti boš nosila moj grad!). To je nemška besedna igra za goro (Berg) in trdnjavo (Burg), skupaj z nadaljnjo igro warte = počakajte in Warte = stražni stolp.

## Lega
Wartburg stoji nad 410 metrskim prepadom jugozahodno od mesta Eisenach v zvezni deželi Turingija v Nemčiji in gleda nanj. Hrib je podaljšek Turinškega gozda, ki gleda na Mariental na jugovzhodu in na dolino Hörsel na severu, skozi katero je potekala zgodovinska Via Regia.:149  Rennsteig, zgodovinska mejna pot, 170 km dolga pohodniška pot na dolge razdalje, poteka nedaleč južno od gradu.

## Zgodovina
Temelje gradu je okoli leta 1067 položil turinški grof Schauenburški, Ludvik Springer (Ludwig der Springer), sorodnik grofov Rieneck iz Frankovske. Wartburg je skupaj s svojim večjim sestrskim gradom Neuenburg v današnjem mestu Freyburg varoval skrajne meje svojih tradicionalnih ozemelj. Ludvik Springer naj bi dal prepeljati glino iz svoje dežele na vrh hriba, ki ni bil povsem v njegovi deželi, zato da bi lahko prisegel, da je bil grad zgrajen na njegovi zemlji.
Grad je bil prvič omenjen v dokumentu, ki ga je leta 1080 napisal Bruno, škof Merseburga, v svojem delu De Bello Saxonico (Saška vojna) kot Wartberg.
Med sporom o investituri so Ludvikovi privrženci napadli vojaški kontingent nemškega kralja Henrika IV. Grof je ostal hud nasprotnik salijskih vladarjev in po izumrtju rodbine je novi nemški kralj Lothair Supplinburški leta 1131 povzdignil njegovega sina Ludvika I. v deželnega grofa v Turingiji.
Od leta 1172 do 1211 je bil Wartburg eno najpomembnejših knežjih dvorov v nemškem cesarstvu. Hermann I. je podpiral pesnike, kot sta Walther von der Vogelweide in Wolfram von Eschenbach, ki sta tukaj leta 1203 napisala del svojega Parzivala.
Grad je tako postal prizorišče legendarne Sängerkrieg ali tekmovanja ministrantov, v katerem so v letih 1206/1207 sodelovali tudi Walther von der Vogelweide, Wolfram von Eschenbach, Albrecht von Halberstadt (prevajalec Ovida) in mnogi drugi. Legendo o tem dogodku je kasneje uporabil Richard Wagner v svoji operi Tannhäuser.
Sveto Elizabeto Ogrsko je mati pri štirih letih poslala v Wartburg, da bi postala soproga deželnega grofa Ludvika IV. Turinškega. Od leta 1211 do 1228 je živela v gradu in je bila znana po svoji dobrodelnosti. Leta 1221 se je Elizabeta poročila z Ludvikom. Leta 1227 je Ludvik umrl na križarski vojni in sledila je svojemu spovedniku očetu Konradu v Marburg. Elizabeta je tam umrla leta 1231 v starosti 24 let in je bila le pet let po smrti razglašena za svetnico Rimskokatoliške cerkve.:4
Leta 1247 je v Wartburgu umrl Heinrich Raspe, zadnji deželni grof Turingije iz njegove rodbine in protikralj Nemčije. Nasledil ga je Henrik III., mejni grof Meissenski.
Leta 1320 so bila opravljena obsežna obnovitvena dela, potem ko je bil grad poškodovan v požaru, ki ga je povzročila strela leta 1317 ali 1318. Palasu so dodali kapelo.
Wartburg je ostal sedež turinških deželnih grofov do leta 1440.
Od maja 1521 do marca 1522 je na gradu pod imenom Junker Jörg (vitez Jurij) bival  Martin Luther, potem ko so ga tja odpeljali zaradi njegove varnosti na prošnjo Friderika Modrega po izobčenju s strani papeža Leona X. in njegovih zavrnitev odstopa od cesarskega zbora v Wormsu (Reichstag zu Worms). V tem obdobju je Luther prevedel Novo zavezo iz stare grščine v nemščino v samo desetih tednih. To ni bil Luthrov prvi nemški prevod Svetega pisma, vendar je hitro postal najbolj znan in najbolj razširjen.
Od leta 1540 do svoje smrti leta 1548 je bil Fritz Erbe, anabaptistični kmet iz Herde, zaprt v ječi južnega stolpa, ker se ni hotel odpovedati anabaptizmu. Po smrti je bil pokopan v Wartburgu pri kapeli sv. Elizabete. Leta 1925 so na zidu zapora našli lastnoročni podpis Fritza Erbeja.
V naslednjih stoletjih je grad vse bolj propadal, zlasti po koncu tridesetletne vojneg, ko je služil kot zatočišče vladarski družini.
Leta 1777 je Johann Wolfgang von Goethe ostal v Wartburgu pet tednov in izdelal različne risbe stavb.
18. oktobra 1817 je potekal prvi festival Wartburg. Približno 500 študentov, članov novoustanovljenih nemških Burschenschaft (bratovščina), se je zbralo na gradu, da bi pod geslom »Čast – svoboda – domovina« proslavili nemško zmago nad Napoleonom pred štirimi leti in 300. obletnico reformacije, obsodili konservativizem in pozvali k enotnosti Nemcev. Govorci na dogodku so bili Heinrich Hermann Riemann, veteran svobodnega korpusa Lützow, študent filozofije Ludwig Rödiger in Hans Ferdinand Massmann.
Z dovoljenjem odsotnega kaplana Friedricha Ludwiga Jahna so Napoléonov zakonik in druge knjige sežgali 'v podobah': namesto dragih zvezkov so koščke pergamenta z naslovi konservativnih knjig (vključno z Zgodovino nemških imperijev Augusta von Kotzebueja) so položili na kres. Med udeleženci je bil tudi Karl Ludwig Sand, ki je dve leti kasneje izvedel atentat na Kotzebueja.
Ta dogodek in podobno srečanje v Wartburgu med revolucijami leta 1848 veljata za prelomna trenutka v gibanju za nemško združitev.
Med vladavino hiše Saška-Weimar-Eisenach je veliki vojvoda Karl Aleksander leta 1838 odredil obnovo Wartburga. Glavni arhitekt je bil Hugo von Ritgen, za katerega je to postalo življenjsko delo. Pravzaprav je bilo dokončano le leto dni po njegovi smrti leta 1889.
Maria Pavlovna in njen sin Karl Alexander sta po Goethejevem predlogu, da bi Wartburg dobro služil kot muzej, ustanovila umetniško zbirko (Kunstkammer), ki je postala jedro današnjega muzeja.
Vladavina hiše Saška-Weimar-Eisenach se je končala z nemško revolucijo leta 1918. Leta 1922 je bila ustanovljena Wartburg Stiftung (Fundacija Wartburg), da bi zagotovila vzdrževanje gradu.
Po koncu druge svetovne vojne so sovjetske okupacijske sile odvzele znamenito zbirko orožja in oklepov. Njena lokacija še vedno ostaja neznana. Rüstkammer (orožarna) v Wartburgu je nekoč vsebovala opazno zbirko približno 800 kosov, od čudovitih oklepov francoskega kralja Henrika II. do predmetov Friderika. Modrega, papeža Julija II. in Bernharda von Weimarja. Vse te predmete je leta 1946 zavzela sovjetska okupacijska vojska in so izginili v Sovjetski zvezi. Dve čeladi, dva meča, knežji in deški oklep pa so takrat našli v začasni trgovini, nekaj kosov pa je ZSSR v 60. letih dvajsetega stoletja vrnila. Novo rusko vlado so zaprosili za pomoč pri iskanju pogrešanih zakladov.
Pod komunistično oblastjo v času NDR je v letih 1952-54 potekala obsežna obnova. Zlasti velik del palasa je bil obnovljen v izvirnem romanskem slogu. Ob palasu so postavili novo stopnišče.
Leta 1967 je bil grad prizorišče praznovanja državnega jubileja NDR, 900. obletnice ustanovitve Wartburga, 450. obletnice začetka Luthrove reformacije in 150. obletnice Wartburškega festivala.
13. junija 1980 so Devo nastopili na gradu med njihovo turnejo Freedom of Choice.
Leta 1983 je bila osrednja točka praznovanj ob 500. rojstnem dnevu Martina Luthra.

## Arhitektura

### Palas
Največja stavba Wartburga je palas, prvotno zgrajen v poznoromanskem slogu med letoma 1157 in 1170. Velja za najbolje ohranjeno necerkveno romansko stavbo severno od Alp.
Palas ima prostore, kot sta viteška dvorana in jedilnica, ki sta bili rekonstruirani čim bližje izvirnemu romanskemu slogu in vsebujeta originalne strukture (stebre ali stropne elemente). Vendar pa številne sobe večinoma odražajo okuse 19. in 20. stoletja ter podobo srednjega veka, ki je prevladovala v tistem času: Elisabeth-Kemenate je bil opremljen z mozaiki, ki prikazujejo življenje sv. Elizabete (nastal v letih 1902–06) v imenu cesarja Viljema II. dvorano pevcev (s freskami Sängerkrieg Moritza von Schwinda) in festivalno dvorano v zgornjem nadstropju. Slednja vsebuje tudi Schwindove freske (o zmagi krščanstva) in je služila kot navdih za Saengerhalle na gradu Neuschwanstein. Wartburška Saengersaal je prizorišče II. dejanja Tannhäuserja. Nobena od stenskih poslikav, vključno s tistimi v Landgrafenzimmru ali Elisabethengalerie, ni dejansko srednjeveškega izvora, temveč je nastala v 19. stoletju.

### Drugi objekti
Dvižni most in barbakan nudita edini dostop do gradu in sta od srednjega veka večinoma nespremenjena.
Vorburg je območje tik za prvimi vrati. Izvira iz 14./15. stoletja in je sestavljen iz več pollesenih stavb: Elisabethengang (pokrita pot), Vogtei (prenočišče sodnega izvršitelja), Margarethengang (pokrita pot) in Ritterhaus (viteška hiša).
Lutherstube v Vogteiju, kjer je bival Martin Luther, ko je bil na gradu, prikazuje tudi slike Lucasa Cranacha starejšega.
Bergfrid je bil dokončan leta 1859 in stoji na temeljih srednjeveške utrdbe. Na vrhu je znameniti tri metre visok križ.
Neue Kemenate (1853–1860) danes razstavlja umetniške zaklade zbirke Wartburg, vključno s slikami Lucasa Cranacha starejšega in kipi iz delavnice Tilmana Riemenschneiderja.
Romanski Südturm ali Južni stolp je bil zgrajen leta 1318. Skupaj s Palasom je najstarejši del gradu. Spodaj se nahaja ječa.
Leta 1999 je UNESCO dodal grad Wartburg na seznam svetovne dediščine kot »izjemen spomenik fevdalnega obdobja v srednji Evropi«, pri čemer je navedel njegove »kulturne vrednote univerzalnega pomena«.
Nekaj časa je bil status Wartburga kot območja svetovne dediščine ogrožen zaradi načrtov za izgradnjo zelo visokih vetrnih turbin na Milmesbergu pri Marksuhlu. Novembra 2013 pa se je investitor strinjal, da turbin ne bo zgradil, regionalna posodobitev načrtovanja pa je prepovedala takšne strukture v bližini Wartburga v prihodnosti.

## Danes
Wartburg je priljubljena turistična destinacija, najbolj obiskano mesto v Turingiji za Weimarjem. Dostopen je obiskovalcem in vodenim ogledom, ki omogočajo dostop do notranjosti stavb. Poleg tega je v gradu muzej. Otroci lahko jahajo osle v hrib. Festsaal se redno uporablja za uprizarjanje opere Tannhäuser, pa tudi za koncerte in druge dogodke. Tik ob gradu je tudi hotel, prvotno zgrajen ob prezidavi gradu v 19. stoletju.
Bill Clinton, 42. predsednik ZDA, je 14. maja 1998 med državniškim obiskom v Nemčiji obiskal grad Wartburg in Bachovo hišo.

## Zapuščina
Wartburg je bil stoletja zaradi svojega pomena v nemški zgodovini in razvoju krščanstva romarski kraj za mnoge ljudi iz Nemčije in zunaj nje. Več krajev (zlasti mest v ZDA, ki so jih ustanovili luterani) in lokalne znamke avtomobilov je bilo poimenovanih po Wartburgu. Wartburg College v Iowi v Združenih državah je poimenovan v spomin na zatočišče Martina Luthra na gradu ter zaradi gozdne lege kolidža in njegove turinške dediščine. Teološko semenišče Wartburg, ki je prav tako v Iowi, je bilo poimenovano v spomin na grad Wartburg. Glavni kompleks luteranskega semenišča v Wisconsinu je podoben Wartburgu.
Wartburgkreis je dobil ime po gradu, čeprav je Wartburg zunaj okrožja. Eisenach, ki je bil prvotno del okrožja, je leta 1998 postal brez okrožja.

## Galerija
- Wartburg c. 1890–1900, gledano z jugozahoda
- Južni stolp
- Pogled na dvorišče z južnega stolpa
- Glavna vrata, pogled s prvega dvorišča